# Blandine
Pour les articles homonymes, voir sainte Blandine et Sainte-Blandine.
Cet article possède un paronyme, voir Blondine.

## Étymologie
Blandine est un prénom féminin français. Il est issu du latin Blandina, féminin de Blandinus, dérivé de Blandus, formé sur l'adjectif  blandus qui signifie "caressant, doux et flatteur". Il est aussi utilisé comme toponyme.
Il est fêté le 2 juin.

## Personnalités
Parmi les Blandine les plus connues, on peut citer :

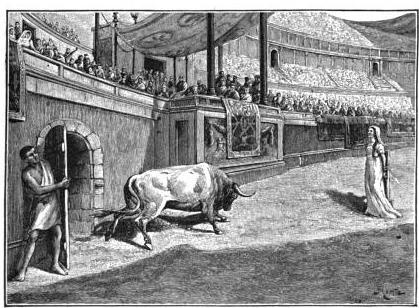
"Sainte Blandine va mourir". Gravure et légende dans Histoire de France, cours élémentaire d'Ernest Lavisse, 1913

- Blandine Angama
- Blandine Bellavoir
- Blandine Belz
- Blandine Bitzner-Ducret
- Blandine Boulekone
- Blandine Brocard
- Blandine Bury
- Blandine Costaz
- Blandine Dancette
- Blandine Delavenne
- Blandine Ebinger
- Blandine Gravina
- Blandine Kriegel
- Blandine L'Hirondel
- Blandine Lachèze
- Blandine Le Callet
- Blandine Lenoir
- Blandine Maisonnier
- Blandine Merten
- Blandine Metala Epanga
- Blandine Metayer
- Blandine Nyeh Ngiri
- Blandine N’Goran
- Blandine Perroud
- Blandine Pont
- Blandine Pélissier
- Blandine Rannou
- Blandine Rinkel
- Blandine Savetier
- Blandine Tona
- Blandine Verlet
- Blandine Vié
- Blandine Waldmann
- Blandine de Lyon

## Fête et saint patron
- Ce nom est donné en référence à l'une des plus illustres des martyrs de Lyon, sainte Blandine. Jeune esclave, Blandine a été martyrisée à Lyon sous Marc Aurèle en 177 avec une quarantaine d'autres chrétiens de Lyon et de Vienne martyrs, l'évêque de Lyon Saint Pothin, le diacre Sanctus, Attale, Epagathe, Alexandre, Alcibiade, Maturus, Ponticus et la martyre Biblis. Leur martyre est relaté dans une « Lettre des Églises de Lyon et de Vienne » adressée aux Églises de Phrygie et d'Asie et retranscrite au IVe siècle par Eusèbe de Césarée dans son Histoire ecclésiastique. Ils sont honorés le 2 juin.
- Bienheureuse Blandine Merten (1883-1918), religieuse ursuline allemande, béatifiée en 1987. Elle est commémorée le 18 mai[3].

## Occurrence
- Blandine a été employé dans les premiers siècles en Gaule et était d'un usage relativement fréquent dans l'aristocratie au Moyen Age. Il reste par la suite plus discret et commence son ascension avant 1960[4].
- De nos jours, 25.877 personnes portent ce prénom.  L'année record d'attribution a été 1986 avec 635 naissances. 2022 a vu naître 34 Blandine[5].

## Toponyme
- Sainte-Blandine